# Kleinkohlham
Kleinkohlham ist ein Gemeindeteil des Marktes Mitterfels im niederbayerischen Landkreis Straubing-Bogen.
Die Einöde liegt im Norden des Gemeindegebiets, südlich abseits der Staatsstraße 2147.

## Geschichte
Die ursprüngliche Schreibweise des Ortes war Kolhamb. Im Hofanlagsbuch von 1760 wurden für Kohlham zwei Anwesen geführt, nämlich 1/1-Hof und 1/16-Hof. In einer Kartendarstellung und der zugehörigen textlichen Erläuterung aus der Zeit um 1829 findet man in Mitterfels die Orte Kohlham (Klein) und Kohlham (Gross) aufgeführt, als Wohnort mit je einem Haus. Dies lässt den Schluss zu, Kleinkohlham entspricht dem 1/16-Hof aus dem Hofanlagsbuch von 1760.

### Kirchensprengel
Der Ort wurde 1832–1833, zur gleichen Zeit wie Kastenfeld, Haidbühl, Reinbach, Spornhüttling, Höllmühl, Reiben und Uttendorf, von der katholischen Pfarrei Haselbach nach Mitterfels umgepfarrt.

## Einwohnerentwicklung
| Jahr      | 1838 | 1860 | 1871 | 1875 | 1885 | 1900 | 1916 | 1925 | 1950 | 1961 | 1970 | 1987 |
| --------- | ---- | ---- | ---- | ---- | ---- | ---- | ---- | ---- | ---- | ---- | ---- | ---- |
| Einwohner | 7    | 3    | 4    | 4    | 6    | 4    | 8    | 5    | 6    | 7    | 7    | 7    |